# Linestrenolo
Il linestrenolo è un profarmaco progestativo dotato solo di una debole attività biologica intrinseca. Nell'organismo il linestrenolo viene metabolizzato ed ossidato a noretisterone (un potente progestinico) che è responsabile della sua attività.

Il farmaco è più potente del progesterone e si caratterizza per deboli proprietà estrogene ed androgene. Il linestrenolo può essere utilizzato come contraccettivo sia da solo che associato all'etinilestradiolo o al mestranolo.

L'azione contraccettiva principale determinata dal farmaco consiste in una riduzione quantitativa ed in una alterazione delle caratteristiche del muco cervicale. Le modificazioni indotte dal linestrenolo ostacolano la penetrazione degli spermatozoi.

Il farmaco favorisce la formazione di un endometrio semi-atrofico inadatto all'annidamento dell'ovulo fecondato e deprime l'ovulazione.

## Farmacocinetica
Dopo somministrazione orale il linestrenolo viene quasi completamente assorbito dal tratto gastrointestinale. Il picco delle concentrazioni plasmatiche è raggiunto circa 2 ore dopo l'assunzione. L'assorbimento del farmaco viene leggermente influenzato dall'assunzione a stomaco pieno. Il linestrenolo, per circa 70% della dose somministrata, viene convertito in vivo ed in vitro a noretisterone.

In vivo, l'ossidazione è catalizzata dal citocromo P450, in particolare dalle isoforme 2C9, 2C19 e 3A4.
L'assunzione di 5 mg di linestrenolo e 5 mg di noretisterone comporta il raggiungimento di concentrazioni plasmatiche massime sovrapponibili. Ulteriori studi hanno dimostrato che 1 mg di linestrenolo è equivalente a 0,7 mg di noretisterone.

L'emivita di eliminazione del linestrenolo non può essere determinata in quanto il farmaco viene rapidamente convertito nel metabolita noretisterone.

Il noretisterone subisce il metabolismo presistemico e possiede una biodisponibilità del 64%. L'emivita di distribuzione del noretisterone, dopo somministrazione singola di 1 mg di linestrenolo, è di 2,5±1,2 ore e, dopo somministrazione singola di 5 mg di linestrenolo, è di 4,3±1,6 ore.

L'emivita di eliminazione del noretisterone sembra essere dose-dipendente. A seguito di somministrazione orale di 2,5 mg di linestrenolo associati a 50 µg di etinilestradiolo, l'emivita di eliminazione è risultata di 16,6±0,7 ore.
Il volume di distribuzione del noretisterone, dopo somministrazione di 5 mg di linestrenolo associati a 75 µg di mestranolo, è di 0,51 l/kg.

Il linestrenolo, similmente ad altre sostanze progestiniche, si lega ampiamente alle proteine plasmatiche (circa il 96%). Studi scientifici hanno dimostrato che la molecola possiede un'alta affinità per la globulina legante l'ormone sessuale (SHBG).

La farmacocinetica del linestrenolo può essere considerata sostanzialmente sovrapponibile a quella del suo principale metabolita, cioè il noretisterone.

Il farmaco viene metabolizzato a noretisterone a livello epatico. Il noretisterone va incontro successivamente a saturazione del doppio legame dell'anello A e a riduzione del gruppo chetonico 3 con formazione principalmente di 3b,5b-tetraidronoretisterone. Quest'ultimo viene infine escreto come derivato solfato- e glucurono-coniugato.

## Usi clinici
Il linestrenolo è utilizzato (solo o in associazione con un estrogeno) a scopo contraccettivo. Il farmaco trova inoltre indicazione nel trattamento di alcuni disturbi ginecologici quali emorragie uterine funzionali, alcuni casi di amenorrea primaria e secondaria, oligo- e ipomenorrea, dismenorrea ed altre.

## Effetti collaterali
Il linestrenolo è gravato dagli stessi effetti collaterali che sono tipici di tutti i progestinici. In particolare può causare nausea, vomito, aumento ponderale, iperfagia, modificazioni della libido, tensione mammaria, secrezione vaginale ridotta, perdite ematiche irregolari, acne, alopecia.
L'associazione estroprogestinica può provocare alterazioni del metabolismo lipidico e degli zuccheri ed un aumento, anche se lieve, dell'incidenza di episodi vascolari quali infarto del miocardio, tromboembolia venosa e disturbi della circolazione cerebrale.

Non è stata invece ancora dimostrata una relazione certa tra l'impiego dell'associazione estroprogestinica e la comparsa di neoplasia mammaria.

## Controindicazioni e precauzioni d'uso
Il linestrenolo, come gli altri progestinici, è controindicato in caso di trombosi, alterazioni della coagulazione, coronaropatia, compromissioni cerebrovascolari, patologie cardiovascolari (soprattutto le malattie associate a ipertensione polmonare o a fibrillazione atriale), patologie a carico del fegato (grave insufficienza epatica, presenza di tumori).

Il farmaco è inoltre controindicato in caso di dislipidemie, carcinoma della mammella e dell'endometrio, gravidanza, emorragia vaginale non diagnosticata.

L'associazione estroprogestinica deve essere utilizzata con cautela nelle fumatrici, in particolare se di età superiore ai 35 anni per un aumento del rischio di disturbi vascolari. Le medesime cautele vanno anche riservate ai pazienti diabetici, ipertesi, obesi o con sindrome depressiva anamnestica.

## Dosi terapeutiche
A scopo contraccettivo si somministrano 2,5 mg di linestrenolo e 50 µg di etinilestradiolo al giorno, a partire dal primo giorno del ciclo mestruale e per 22 giorni consecutivi. Terminata l'assunzione si fa seguire un intervallo di 6 giorni in cui l'associazione deve essere sospesa.

Si può iniziare il trattamento anche a partire dal 5º giorno del ciclo ma, in questo caso, per i primi 14 giorni del ciclo devono essere adottate ulteriori precauzioni contraccettive.

## Sovradosaggio ed antidoti
L'ingestione accidentale di dosi elevate di progestinico non comporta alcun problema sostanziale.

Si può comunque manifestare nausea, vomito, tensione mammaria transitoria, dolore localizzato alle mammelle (mastalgia). In caso di ingestione recente (entro 3 ore dall'assunzione massiva del farmaco) si può effettuare una lavanda gastrica o indurre l'emesi.

## Interazioni
Farmaci quali fenobarbital, fenitoina, primidone, carbamazepina, dicloralfenazone, rifampicina, noti per essere degli induttori enzimatici, possono compromettere l'efficacia contraccettiva dell'associazione estroprogestinica così come quella del progestinico utilizzato da solo.